# Porte aperte
Porte aperte é um filme de drama italiano de 1990 dirigido e escrito por Gianni Amelio. Foi indicado ao Oscar de melhor filme estrangeiro na edição de 1991, representando a Itália.

## Elenco
- Gian Maria Volontè - Vito di Francesco
- Ennio Fantastichini - Tommasco Scalia
- Renato Carpentieri - Consolo
- Tuccio Musumeci - Spatafora
- Silverio Blasi - Attorney
- Vitalba Andrea - Rosa Scalia
- Giacomo Piperno - Prosecutor
- Lydia Alfonsi - Marchesa Anna Pironti
- Renzo Giovampietro - Sanna